# Duatlón en los Juegos Mundiales de 2022
El Duatlón en los Juegos Mundiales de 2022 es uno de los deportes que forman parte de los Juegos Mundiales de 2022 celebrados en Birmingham, Alabama durante el mes de julio de 2022, y se llevó a cabo en el Railroad Park.

## Participantes
- Australia (3)
- Austria (1)
- Brunéi (1)
- Bélgica (7)
- Colombia (3)
- Francia (5)
- Alemania (1)
- Japón (2)
- Jordania (1)
- México (4)
- Marruecos (1)
- Países Bajos (6)
- Filipinas (2)
- Rumania (2)
- Eslovaquia (1)
- Sudáfrica (3)
- Suiza (3)
- Emiratos Árabes Unidos (2)
- Estados Unidos (4)
- Uruguay (1)
- Venezuela (4)

## Resultados

### Masculino
| Evento     | Oro                       | Plata             | Bronce          |
| ---------- | ------------------------- | ----------------- | --------------- |
| Individual | Maxime Hueber-Moosbrugger | Benjamin Choquert | Victor Zambrano |

### Femenino
| Evento     | Oro            | Plata   | Bronce       |
| ---------- | -------------- | ------- | ------------ |
| Individual | Maurine Ricour | Ai Ueda | Joselyn Brea |

### Mixto
| Evento       | Oro                                              | Plata                                  | Bronce                                |
| ------------ | ------------------------------------------------ | -------------------------------------- | ------------------------------------- |
| Relevo Mixto | Francia Maxime Hueber-Moosbrugger Marion Legrand | Bélgica · Arnaud Dely · Maurine Ricour | Francia Nathan Guerbeur Garance Blaut |

## Medallero
| Rank               | País               | Oro | Plata | Bronce | Total |
| ------------------ | ------------------ | --- | ----- | ------ | ----- |
| 1                  | Francia            | 2   | 1     | 1      | 4     |
| 2                  | Bélgica            | 1   | 1     | 0      | 2     |
| 3                  | Japón              | 0   | 1     | 0      | 1     |
| 4                  | México             | 0   | 0     | 1      | 1     |
| 4                  | Venezuela          | 0   | 0     | 1      | 1     |
| Totales (5 países) | Totales (5 países) | 3   | 3     | 3      | 9     |